# Anita Zabludowicz
Anita Ruth Zabludowicz OBE (geborene Steinman, * im Dezember 1960 in Newcastle upon Tyne, England) ist eine britische Kunstsammlerin, Mäzenin und Galeristin zeitgenössischer Kunst. Sie ist mit dem Finnen Chaim „Poju“ Zabludowicz verheiratet. Seit den 1990er Jahren haben Anita und Poju Zabludowicz eine Sammlung zeitgenössischer Kunst mit mehreren tausend Werken zusammengetragen: die Zabludowicz Collection. Sie gehört gemäß artnet zu den einflussreichsten Frauen in der Welt der Kunst.

## Leben
Anitas Vater, Harry Steinman, war Großhandelskaufmann und lokaler Vorsitzender einer internationalen Kinderhilfsorganisation, dem Variety Club. Ihre Mutter war kunstinteressiert und nahm die Tochter in Museen und zu Vernissagen mit. Anita studierte Bildende Kunst und Kunstgeschichte am College of Arts and Technology (heute: Northumbria University) in Newcastle upon Tyne. Später zog sie nach London, um an der Inchbald School of Design Innenarchitektur zu studieren. Sie arbeitete danach 10 Jahre in diesem Beruf.
Unter den reichsten Frauen des Vereinigten Königreichs wurde Anita Zabludowicz 2020 an 19. Stelle vom Evening Standard ausgemacht. In der Sunday Times Rich List 2023 der reichsten Menschen im Vereinigten Königreich rangieren Anita und Poju Zabludowicz auf Platz 122 mit einem persönlichen Nettovermögen von knapp 1,5 Milliarden Pfund.
Zabludowicz wohnt mit ihrer Familie in der Bishops Avenue in Hampstead, einer Straße in London, die als Billionaire's Row bezeichnet wird. Sie haben Häuser in Caesarea, Tel Aviv und auf Sarvisalo, einer kleinen Insel, die zu Loviisa in Finnland gehört. 1989 erwarben sie das Haus in der Bishops Avenue und kauften 1997 das angrenzende Haus. Bei den beiden Villen wurde eine Kunstgalerie eingerichtet.
Anita und Poju Zabludowicz sponserten Ausstellungen und Kunstmessen und organisierten Fundraising-Veranstaltungen. Im Jahr 2014 spendeten sie Mittel für die Realisierung des geplanten Guggenheim Helsinki, dessen Realisierung jedoch 2016 vom Stadtrat in Helsinki eingestellt wurde.
Im Juni 2016 wurde bekannt gegeben, dass ARTA, ein Startup-Unternehmen für Kunsttransporte mit Sitz in New York, 1 Million Dollar Kapital von einer Gruppe institutioneller und strategischer Investoren erhalten hat, darunter Anita und Poju Zabludowicz.

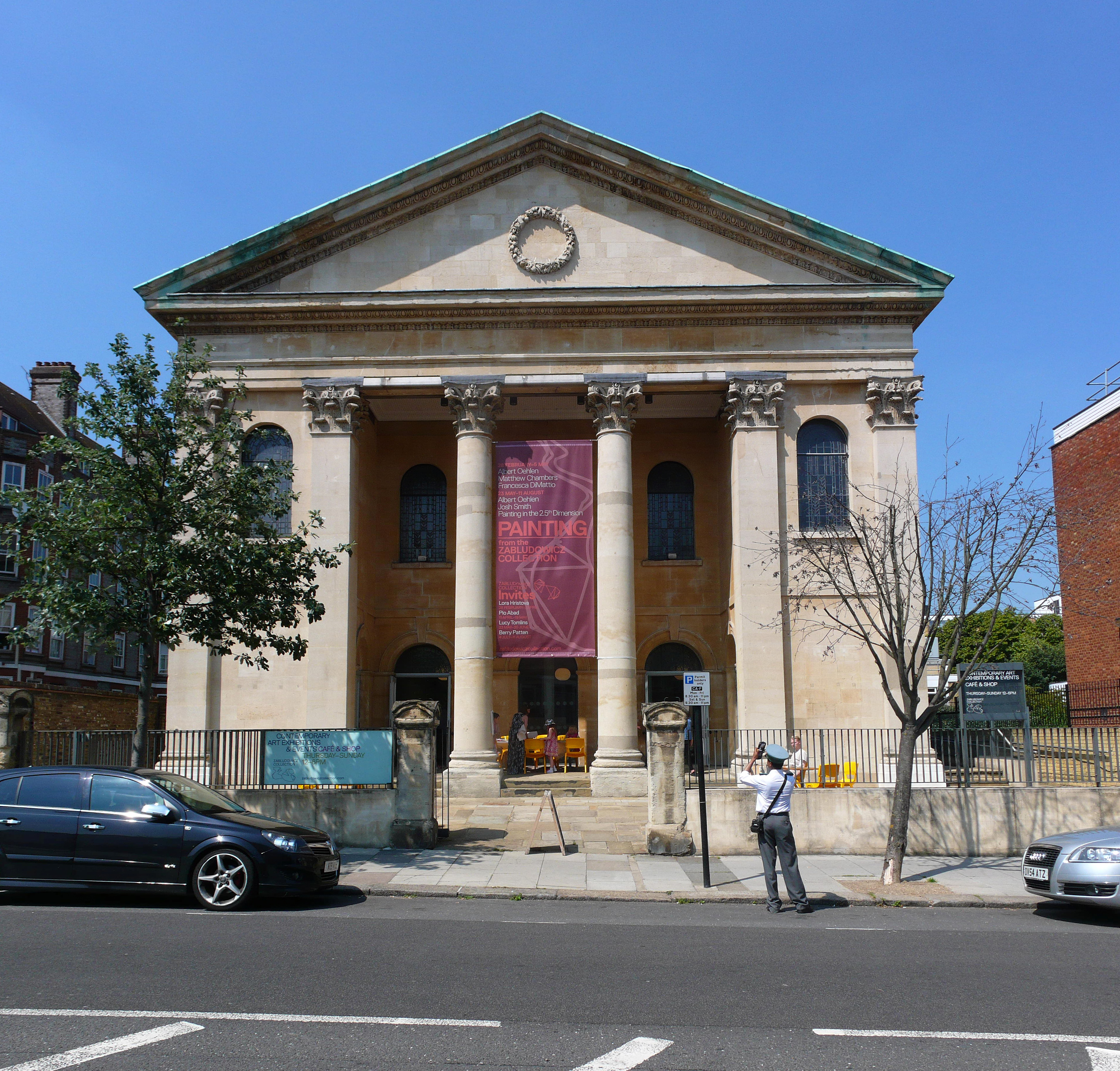
Zabludowicz Collection, 176 Prince of Wales Road, London

## Zabludowicz Collection
Anita Zabludowicz begann 1994, moderne britische Kunst zu sammeln, als sie ein Gemälde von Ben Nicholson kaufte. Im Gegensatz zu ihrem Ehemann, der etablierte Künstler bevorzugt, ist Anita Zabludowicz dabei geblieben, auf junge, noch unbekannte Kunst zu setzen. Um ihre Expertise dafür zu erweitern, ließ sie sich bei Christie’s ausbilden.
Seit den 1990er Jahren trugen Anita und Poju Zabludowicz eine Sammlung zeitgenössischer Kunst von mehreren tausend Werken zusammen. Nach 10-jähriger Sammeltätigkeit beschlossen sie, die Kunst der Öffentlichkeit zugängig zu machen und gründeten eine Galerie. Inzwischen stellen sie ihre Sammlung an drei verschiedenen Orten aus.
Einer davon ist 176, eine Galerie in einer ehemaligen Methodistenkapelle aus dem 19. Jahrhundert in Chalk Farm im London Borough of Camden. Der 2007 eingeweihte Londoner Projektraum der Zabludowicz Collection zeigt Ausstellungen von Werken der Sammlung und neue Auftragsarbeiten von Künstlern, die mit der Sammlung verbunden sind.
1500 Broadway beherbergt eine Auswahl von Werken aus der Zabludowicz Collection. Das Programm von 1500 besteht aus Wechselausstellungen und Veranstaltungen, während die Lobby während der Bürozeiten für die Öffentlichkeit zugänglich ist.
An drei Standorten auf Sarvisalo, einer Insel in Loviisa, Finnland, hat die Zabludowicz Collection ein internationales Residenzprogramm für eingeladene Künstler initiiert. Das Residenzprogramm bietet ein Umfeld für die Produktion von Kunst.
Im Rahmen der New Year Honours 2016 wurde Anita Zabludowicz in Anerkennung ihrer Verdienste um die Kunst am 31. Dezember 2015 von Königin Elisabeth II. als Officer des Order of the British Empire (OBE) ausgezeichnet.
Im November 2015 wurde bekannt gegeben, dass die Zabludowicz Collection ein Residenzprogramm für junge Künstler in Las Vegas starten wird. Die Künstler Korakrit Arunanondchai, David Raymond Conroy, Eloise Hawser, Daniel Keller und Ella Plevin waren eingeladen worden. 2017 wurde das Programm mit den Künstlern Sarah Cwynar, Casey Jane Ellison, Matthew Day Jackson, Hannah Perry und Puppies Puppies fortgesetzt.

## Öffentliches Ansehen
Einige Tageszeitungen, Kunstmagazine und Websites haben Anita und Poju Zabludowicz in ihre jährlichen Rankings aufgenommen:
- Anita und Poju Zabludowicz erscheinen in den Power-100-Listen von ArtReview für die Jahre 2006 bis 2014, in denen die mächtigsten Persönlichkeiten der Kunstwelt bewertet werden. Im Jahr 2014 wurden sie auf Platz 97 gelistet.[27]
- Sie erscheinen in der ARTnews-Liste der Top 200 Collectors 2005–2019, die die weltweit aktivsten Kunstkäufer zusammenfasst.[28]
- Larry's List, eine Online-Datenbank für Kunstsammler, die Sammler nach ihrer Internetpräsenz, ihrem institutionellen Engagement, ihrer Teilnahme an Kunstmessen, ihren Kommunikationsplattformen sowie der physischen Sichtbarkeit und dem Umfang ihrer Sammlung einstuft, hat sie auf Platz 3 in der Welt gesetzt.[29]
- Sie erscheinen in der Alt-Power-100-Liste von ArtLyst für die Jahre 2011–2019, in der Insider der Kunstbranche aufgeführt sind, die einen wichtigen Beitrag zur zeitgenössischen Kunst geleistet haben.[30]
- Sie erscheinen auch in den Artnet-Listen The World’s Top 100 Art Collectors für 2015–2016[31] und den 100 Most Influential People in the Art World.[32]

## Kritik und Boykott
2014 gründete eine Gruppe von Künstlern die Organisation Boycott Divest Zabludowicz (BDZ), die gegen Geschäftsbeziehungen der Zabludowicz-Gruppe mit Israel und damit einhergehende palästinenserfeindlicher Konsequenzen protestierte. Sie riefen Künstler auf, ihre Werke nicht an die Zabludowicz Collection zu verkaufen.
Anfang 2021 kündigten 25 Künstler und Kulturschaffende von Boycott Divest Zabludowicz (BDZ), die in der Zabludowicz Collection oder ihren Tochtergesellschaften Daata Editions, Daata Fair und Times Square Space ausgestellt oder mit ihnen zusammengearbeitet hatten, diese Zusammenarbeit auf und zogen ihre Werke zurück. Poju Zabludowicz hatte die Geschäftsführung der israelischen Holding Tamares von seinem Vater Schlomo Zabludowicz übernommen. Diese verdiene unter anderem bei Waffengeschäften mit Israel, unterhalte Immobilien im illegal besetzten Gebiet von Ma'ale Adummim im Westjordanland und unterstütze die konservative Friends of Israel Initiative. Der offene Brief wurde von mehreren hundert Künstlern unterschrieben.
Anita und Poju Zabludowicz antworteten ihrerseits in einem offenen Brief, dass sie sich für eine Zwei-Staaten-Lösung in Israel einsetzten und nur durch respektvollen und diplomatischen Dialog ein dauerhafter Friede erreichbar wäre. BDZ gab zurück, dass sie die Familie nicht persönlich angreifen, sondern im Sinn des BDS-Movement die institutionellen Verflechtungen und Aktivitäten anprangern wollten.
Im Dezember 2022 begannen finnische Künstler gegen das Museum für zeitgenössische Kunst Kiasma in Helsinki zu protestieren. 130 Künstler erklärten, nicht mehr mit dem Kiasma zusammenzuarbeiten, solange Poju Zabludowicz im Stiftungsvorstand des Museums sitze und das Museum Gelder von ihm annehme. Der Boykott wurde Ende April 2023 eingestellt, nachdem sich das Museum zu neuen Richtlinien für ethisches Fundraising verpflichtet hatte.